# Rob Bironas
James Robert Douglas "Rob" Bironas (født 29. januar 1978 i Louisville, Kentucky, USA, død 20. september 2014) var en amerikansk footballspiller (place kicker). Bironas kom ind i ligaen i 2005, og spillede ikke for andre klubber i ligaen end Tennessee Titans.
Bironas præstationer skaffede ham i 2007 udtagelse til Pro Bowl, NFL's All Star-kamp.

## Klubber
- Charleston Swamp Foxes (2003)
- Carolina Cobras (2004)
- New York Dragons (2005)
- Tennessee Titans (2005–2013)